# Giuseppe Antonini (medico)
Giuseppe Antonini (Milano, 17 novembre 1864 – Milano, 19 gennaio 1938) è stato uno psichiatra italiano.

## Biografia
Discendente dalla famiglia degli Antonini della Valsesia, nacque dallo scultore Giuseppe e da Ersilia Lelli. Perse la madre ad appena tre anni e fu allevato dalla seconda moglie del padre, Giuseppina Canetta. Si laureò all'Università degli Studi di Torino nel 1888 con Carlo Forlanini, discutendo una tesi in clinica medica Sulla ventilazione polmonare dell'uomo sano in movimento ed in montagna, che fu poi pubblicata. Allievo in seguito di Cesare Lombroso, nel 1889 entrò come assistente nell'Ospedale psichiatrico di Bergamo e nel 1900 divenne direttore del Manicomio di Pavia in Voghera. 
Dopo aver conseguito nel 1902 la libera docenza in Psichiatria all'Università degli Studi di Modena, nel 1903 ideò e organizzò l'Ospedale psichiatrico di Sant'Osvaldo di Udine, primo esempio in Italia di manicomio senza cinta muraria, dirigendolo fino al 1910 e applicandovi i nuovi criteri di ergoterapia, libertà e no-restraint. Considerando l'istituto manicomiale come centro ospedaliero di studio clinico e sperimentale, vi curò in particolare la creazione di laboratori scientifici e di sussidi per la ricerca e la cura.
Dal 1911 al 1931 fu direttore dell'Ospedale psichiatrico di Milano in Mombello di Limbiate (che gli fu poi intitolato negli anni cinquanta), affrontando il grave problema del sovraffollamento e ristrutturando, tra molte difficoltà e spesso in contrasto con l'Amministrazione provinciale, i vecchi edifici ammalorati. Consapevole della necessità di ricoverare i malati acuti in una struttura più vicina alla città, progettò un'astanteria nel sobborgo milanese di Affori, che fu poi realizzata dall'allievo Paolo Pini dopo la sua morte, con la fondazione del nuovo Ospedale psichiatrico nel 1939.
Maggiore medico volontario e poi tenente colonnello durante la prima guerra mondiale, organizzò e diresse un ospedale militare di riserva a Mombello, studiando, grazie a un'imponente casistica, i rapporti tra le conseguenze del conflitto e le malattie mentali.
Attraverso trattati, manuali, articoli, conferenze, corsi di lezioni e di propaganda fu anticipatore e divulgatore dell'importanza dell'igiene mentale, della medicina sociale e della profilassi dell'alcolismo, della criminalità, delle malattie nervose e mentali. Propugnò e organizzò la formazione di dispensari psichiatrici a finalità preventiva, realizzando progetti sperimentali a Milano nel 1924. Fu inoltre tra i fondatori nel 1924 della Lega italiana di igiene mentale, di cui ebbe dal 1930 al 1938 la presidenza onoraria.
Pensionato nel 1931, ebbe numerosi incarichi a livello nazionale, tra i quali quello di sovraintendere alla riorganizzazione dei manicomi di Sondrio, Gorizia, Siracusa, Treviso, Trieste e Varese. Nel 1932 fu nominato membro della Commissione nazionale per lo studio delle questioni relative alla delinquenza minorile. Approfondì inoltre lo studio della pellagra, dando impulso a provvedimenti igienici e sociali per combatterla: nel 1933 gli venne affidata l'organizzazione della Mostra italiana per le scienze nel campo della pellagra all'Esposizione universale di Chicago; curò inoltre la voce dedicata alla malattia nell'Enciclopedia italiana.
Fondò nel 1901, collaborandovi per vent'anni, la Rivista pellagrologica italiana, che cessò le sue pubblicazioni nel 1923.
Tipica figura dello scienziato umanista, coltivò la letteratura, la musica e la pittura, scrivendo molto di arte e di storia e ritirandosi spesso nella casa di montagna, ancora esistente, a Sassiglioni (Vocca) in Valsesia.

## Opere
- I principi fondamentali dell'antropologia criminale, Hoepli, 1906.[1]
- Trattato sull'assistenza degli alienati in Italia e nelle altre nazioni, 1918 (in collaborazione con Augusto Tamburini e Giulio Cesare Ferrari)[1].

## Archivio
Il fondo archivistico e librario di Giuseppe Antonini senior è conservato presso il Centro Aspi - Archivio storico della psicologia italiana dell'Università degli Studi di Milano-Bicocca, cui venne donato nel luglio 2016 dal nipote omonimo, dottor Giuseppe Antonini di Milano. La documentazione va dal 1904 al 1928 e consiste in diversi fascicoli di perizie psichiatriche compilate da Antonini durante la sua carriera e in una nutrita serie di articoli, saggi scientifici manoscritti e relazioni di lavoro.